# Iury Lírio Freitas de Castilho
Iury Lírio Freitas de Castilho, semplicemente noto come Iury Castilho (Rio de Janeiro, 6 settembre 1995), è un calciatore brasiliano, attaccante del Coritiba.

## Carriera

### Club
Prodotto del vivaio dei brasiliani del Tigres do Brasil, cresce calcisticamente nell'Avaí. In prima squadra partecipa al Campeonato Brasileiro Série A e al Campionato Catarinense.
Nel 2017 viene acquistato dalla squadra ucraina dello Zorja.

## Palmarès

### Competizioni statali
- Campionato Baiano: 1

Vitoria: 2024